# Staatsratsvorsitzender Walter Ulbricht (Briefmarkenserie)
Staatsratsvorsitzender Walter Ulbricht war eine Dauermarkenserie der Deutschen Post in der Deutschen Demokratischen Republik, die zwischen 1961 und 1971 erschienen ist und hauptsächlich bis 1973 verwendet wurde. Sie wurde ab 1973 durch die Dauerserie Aufbau in der DDR abgelöst. Ihre Gültigkeit verlor die Dauerserie erst mit dem Ende der DDR am 2. Oktober 1990.

## Beschreibung und Besonderheiten
Die Serie bestand aus jeweils einfarbigen Postwertzeichen und umfasste 19 verschiedene Werte. Ein kompletter Markensatz hatte einen Frankaturwert von 14,40 Mark, alle gedruckten Marken zusammen 1.850.995.500 Mark. Das Motiv war auf allen Werten gleich und zeigte das Porträt des – aus der Sicht des Betrachters nach links blickenden – ersten Staatsratsvorsitzenden Walter Ulbricht. Die Serie enthielt 14 verschiedene Markenwerte, die alle unterschiedliche Farben hatten. Von den 1-Mark- und 2-Mark-Marken gab es wegen der sich ändernden Währungsbezeichnung nacheinander drei verschiedene Ausgaben, die sich abgesehen von der Währungsbezeichnung nicht voneinander unterschieden.
Eine Woche nach dem Tod Walter Ulbrichts, am 1. August 1973, wurde eine Sondermarke in der Zeichnung der Mark-Werte herausgegeben, die jedoch nicht zur Dauerserie zählt.
Bereits in der Dauerserie Fünfjahrplan, der eigentlichen Vorgängerin dieser Dauerserie – eine 1961 erschienene Serie Landschaften und historische Bauwerke diente nur als kurzzeitige Interimsausgabe – sollte 1953 eine Marke für den Standardbrief im Inlandsverkehr den in der DDR politisch führenden Walter Ulbricht abbilden, obwohl dieser zur damaligen Zeit als stellvertretender Vorsitzender des Ministerrats der DDR und ab 1953 Erster Sekretär des ZK der SED entsprechend der DDR-Verfassung nach Staatspräsident Wilhelm Pieck und Ministerpräsident Otto Grotewohl nur den dritten Rang innehatte. Am 15. April 1953 war auf dem Titelblatt der Fachzeitung für Philatelie und andere Sammelgebiete der DDR, dem Sammler Express, ein Entwurf dieser Briefmarke abgebildet. In der dann ausgegebenen Dauermarkenserie Fünfjahrplan gab es aber weder eine Abbildung von Walter Ulbricht oder anderen politisch aktiven Personen noch Hinweise auf die SED als führende Partei.

## Druck und Wasserzeichenpapier
Die Briefmarken wurden im VEB Deutsche Wertpapierdruckerei in Leipzig gedruckt. Die Druckerei hatte bis 1948 zu Giesecke & Devrient gehört und wurde dann in Volkseigentum überführt. Im Jahre 1978 wurde sie umbenannt in VEB Wertpapierdruckerei der DDR.
Der Druck der Marken wurden in zwei unterschiedlichen Formaten und Techniken realisiert:
- Die kleinformatigen Pfennig-Werte und die 1 Mark-Rollenmarke von 1970 wurden im Buchdruckverfahren in Bogen (10×10), Markenheftchen(bogen) und Rollen hergestellt. Der Entwurf stammte von der DWD.
- Die im Großformat ausgegebenen Werte zu 1 und 2 Mark wurden dagegen im aufwändigen Stichtiefdruckverfahren (Stahl- oder Kupferstich) in Bogen (10×5) hergestellt. Der Entwurf und der Stich erfolgten von Wolf.

Spezialisten unterscheiden auch zwei Drucktypen mit weiteren Untertypen, die durch eine Überarbeitung des Druckklischees während der langen Herstellungszeit entstanden, und zwei wesentliche Gummierungsarten.
Für die Herstellung der Marken wurde grundsätzlich Wasserzeichenpapier mit dem Muster „DDR um Kreuzblumen“ (Michel-Nr. 3) verwendet, das aufgrund seiner vorgegebenen Symmetrie in zwei verschiedenen Stellungen vorkommt. Durch eine Verwechslung von Papierrollen kam es Ende der 1960er Jahre zur Verwendung von Wasserzeichenpapier mit dem Muster „Kreuzblüte“ (Michel-Nr. 1), das nur bis August 1952 für die Briefmarkenherstellung, im maßgeblichen Zeitraum aber z. B. noch für die Herstellung von Schecks oder Wertmarken benutzt wurde. Die vier häufig verwendeten Werte (10, 15, 50, 70 Pf) wurden zum großen Teil unerkannt im postalischen Bedarfsverkehr aufgebraucht. Insbesondere vom 15 Pf-Wert, mit dem die Wirtschaftsdrucksachen (Versendung von Rechnungen und Geschäftspapieren) zu frankieren waren, sind dadurch nur geringe Bestände vorhanden.
Insgesamt wurden 10.989.287.000 Postwertzeichen mit dem Bildnis von Walter Ulbricht hergestellt. Knapp die Hälfte davon, 5.450.640.000 Exemplare, entfielen auf die 10-Pfennig-Marke, dem Porto für einen innerörtlichen einfachen Brief oder eine Inlandspostkarte.

## Liste der Marken

### Dauerserie
| Bild | Wert in Pfennig (wenn nicht anders angegeben) | Ausgabedatum  | Besonderheiten | Druckverfahren    | Gesamtauflage      | Mi.-Nr. |
|      | 5                                             | 29. Aug. 1961 |                | Kleinformat (I)   | 1.605.660.000      | 845     |
|      | 10                                            | 29. Aug. 1961 |                | Kleinformat (I)   | 5.450.640.000      | 846     |
|      | 15                                            | 29. Aug. 1961 |                | Kleinformat (I)   | 689.040.000        | 847     |
|      | 20                                            | 29. Aug. 1961 |                | Kleinformat (I)   | 1.827.710.000      | 848     |
|      | 25                                            | 2. Jan. 1963  |                | Kleinformat (II)  | 144.770.000        | 934     |
|      | 30                                            | 2. Jan. 1963  |                | Kleinformat (II)  | 165.120.000        | 935     |
|      | 40                                            | 2. Jan. 1963  |                | Kleinformat (II)  | 273.380.000        | 936     |
|      | 50                                            | 2. Jan. 1963  |                | Kleinformat (II)  | 188.800.000        | 937     |
|      | 70                                            | 2. Jan. 1963  |                | Kleinformat (II)  | 280.940.000        | 938     |
|      | 1 DM                                          | 25. Juni 1963 |                | Großformat (I)    | siehe: Anmerkung 1 | 968     |
|      | 2 DM                                          | 25. Juni 1963 |                | Großformat (I)    | siehe: Anmerkung 2 | 969     |
|      | 60                                            | 9. Dez. 1964  |                | Kleinformat (III) | 111.190.000        | 1080    |
|      | 1 MDN                                         | 10. Feb. 1965 |                | Großformat (II)   | siehe: Anmerkung 1 | 1087    |
|      | 2 MDN                                         | 10. Feb. 1965 |                | Großformat (II)   | siehe: Anmerkung 2 | 1088    |
|      | 80                                            | 6. Dez. 1967  |                | Kleinformat (IV)  | 50.480.000         | 1331    |
|      | 1 M                                           | 4. Juni 1969  |                | Großformat (III)  | siehe: Anmerkung 1 | 1481    |
|      | 2 M                                           | 4. Juni 1969  |                | Großformat (III)  | siehe: Anmerkung 2 | 1482    |
|      | 1 M                                           | 20. Jan. 1970 |                | Kleinformat (V)   | 9.790.000          | 1540    |
|      | 35                                            | 8. Juli 1971  |                | Kleinformat (VI)  | 104.500.000        | 1689    |

Anmerkung 1: Michel-Nr. 968, 1087 und 1481 zusammen 57.385.000
Anmerkung 2: Michel-Nr. 969, 1088 und 1482 zusammen 29.882.000
- Währungsbezeichnungen auf Marken und Bogenoberrand (siehe auch: Mark (DDR)):
  - DM (Deutsche Mark der Deutschen Notenbank)
  - MDN (Mark der Deutschen Notenbank)
  - M (Mark der Deutschen Demokratischen Republik)

### Sondermarke
| Bild | Wert in Pfennig | Ausgabedatum   | Besonderheiten                           | Druckverfahren | Auflage   | Michel-Nr. |
|      | 20              | 8. August 1973 | Sondermarke zum Tode von Walter Ulbricht |                | 5.000.000 | 1870       |

## Philatelistische Bewertung
Die Besonderheiten dieser über ein Jahrzehnt hergestellten und bis 1990 postalisch verwendeten Dauerserie werden von Spezialsammlern erfasst.